# Калишский союзный договор
Калишский союзный договор (Калишский союзный трактат) — наступательный и оборонительный союзный договор между Россией и Пруссией в войне против Наполеона. Договор подписан с прусской стороны 15 (27)  февраля 1813 года в Бреслау канцлером бароном К. А. фон Гарденбергом и с русской стороны 16 (28)  февраля 1813 года в польском городе Калиш генерал-фельдмаршалом М. И. Кутузовым .

## Предыстория
30 декабря 1812 года генерал-лейтенант прусской армии Йорк и генерал-майор русской армии Дибич подписали Таурогенскую конвенцию. Согласно конвенции, прусский корпус Йорка объявлялся нейтральным и более не препятствовал операциям русской армии. Узнав об измене Йорка, Мюрат спешным образом отступил за Вислу: «все прочие прусские земли к востоку от Вислы оказались под контролем русских».
Получив известие о Тауронгенском соглашении, Фридрих Вильгельм III публично заявил о денонсации конвенции и направил Наполеону заверение о неизменной лояльности . 
Воспользовавшись просьбой Наполеона в необходимости дополнительного призыва, Вильгельм увеличил численность своей армии. Одновременно, он предпринял дипломатические «манёвры»: военного советника полковника Кнезебека направил в Вену. Вильгельм предполагал, что союз германских держав «мог послужить связующим звеном в установлении мира на континенте», в результате которого стал бы возможен возврат части утраченных территорий. Однако, австрийцы дали понять, что не готовы в короткое время отказаться от союза с Францией и образовать совместно с Германией «нейтральную зону». У Австрии было «больше времени для манёвра, чем у Пруссии»: на территории Австрии не было русских войск. Тем не менее, Франц I и Меттерних были не против создания русско-прусского союза и обещали отвергнуть попытки Наполеона «заручиться поддержкой Австрии против Пруссии в обмен на передачу ей Силезии». 22 января 1813 года под предлогом обороны Силезии Вильгельм с гвардейскими полками покинул Потсдам и направился в Бреслау. Тем самым, он отдалился от французов и «обезопасил себя от возможного похищения». В Бреслау Кнезебек был принят Вильгельмом и далее направлен к Александру I: необходимо было выработать условия возможного объединения усилий Пруссии и России в борьбе с Наполеоном. Вильгельм понимал, что «русским требовалось организовать наступление таким образом, чтобы полностью освободить территорию Пруссии и сделать возможной мобилизацию её ресурсов». Король хотел получить подтверждение того, что «Россия готова выступить гарантом целостности Пруссии и сохранения за ней статуса великой державы».

## Подписание договора
Прусскому уполномоченному был предоставлен проект союзного договора. Находясь в Калише, Кнезебек повёл себя «крайне бестактно» и внёс «собственные» изменения, желая заставить Россию принять невозможные условия: Россия должна была восстановить Пруссию в пределах 1806 года, возвратить Пруссии не только её прежние провинции в Восточной Пруссии, но также её владения в Польше и в Герцогстве Варшавском. Можно было подумать, что не русские войска контролировали все прусские земли к востоку от Вислы, а «Пруссия освободила Россию из-под французского ига». Кнезебек затягивал подписание союзного договора. Дипломатические шаги не терпели отлагательств. Время ценилось более всего: соревнование в быстроте мобилизации выигрывал Наполеон . Учитывая обстановку, Александр I принял следующую решительную меру: он назначил Анштета своим уполномоченным для переговоров с бароном Гарденбергом в Бреслау и направил вместе с ним барона Штейна. В течение «одних суток союзный трактат был подписан в том самом виде, как он был предложен представителем России». Фридрих Вильгельм III «остался очень доволен таким скорым окончанием этого дела и высказал свое удовлетворение Государю в письме» от 15 (27) февраля:
«Я льщу себя надеждою, что Вы, Государь, видели в готовности, с которой я одобрил также, со своей стороны, проект трактата, привезённый Анштетом, не предлагая ни единого изменения, доказательство беспредельного доверия, мною питаемого к Вашим дружеским ко мне чувствам, с которыми я нахожу этот проект совершенно согласным, и насколько я нетерпелив видеть неразрывно закрепленными узы, соединяющие меня с В. И. Величеством, и наш союз подписанным».
В ответном письме Александр I выразил свою радость по поводу «откровенности и скорости, с которыми всё было заключено и окончено».

## Итоги союзного трактата
Был заключен наступательный и оборонительный союз с ближайшей целью — «вновь устроить Пруссию в таких границах, которые обеспечили бы спокойствие обоих государств и служили бы ему (союзу) гарантиями» .
В случае перехода большей части территории Варшавского герцогства под юрисдикцию России, секретными пунктами трактата предусматривалась возможность получения Пруссией компенсации — территории северной части Германии (кроме британских владений — Ганноверского княжества). Кроме того, Россия брала на себя обязательства в том, что Восточная Пруссия и Силезия будут связаны широкой полосой территорий, отторгнутых от Варшавского герцогства  .
Была выработана основа создания союзной русско-прусской армии для военных действий против Наполеона. Согласно ст. III трактата, стороны договорились определить точные силы для немедленного задействования. Его Величество Император Всероссийский обязался выставить армию численностью в 150.000 человек. Король Пруссии — «на сколько позволят обстоятельства и его средства». Согласно ст. IV трактата, стороны договорились немедленно согласовать план кампании. Во исполнение этой статьи, а также для согласования военных операций, Фридрих Вильгельм III обязался назначить штаб-офицера, который должен состоять при главной квартире Его Величества Императора Всероссийского. Согласно ст. V трактата, со дня ратификации настоящего договора все части прусских армий приступят к совместным действиям с военными силами Его Величества Императора Всероссийского. По условиям договора, Россия и Пруссия обязались не заключать сепаратных договоров с Наполеоном. Согласно ст. VII трактата, Александр I и Фридрих Вильгельм III договорились прилагать «все свои старания к тому, чтобы склонить Венский двор присоединиться возможно скорее к их делу» . Александр I обязался оказать поддержку Фридриху Вильгельму III в его желании вступить в союз с Англией с целью организации поставок оружия, военных припасов и финансовой помощи.
Русско-прусский союз, заключенный в феврале 1813 года, просуществовал «в той или иной форме» до 1890-х гг. и явился примером стабильных и долговечных отношений европейских держав .